# Giulio Camarca
Giulio Camarca (Torino, 6 aprile 1941 – Torino, 3 gennaio 2021) è stato un chitarrista italiano.

## Biografia
Iniziò da bambino lo studio del violino, il suo primo strumento, per poi passare al trombone, che studiò al Conservatorio Giuseppe Verdi di Torino, ed alla chitarra classica, che imparò a suonare privatamente.
Si esibì come musicista in orchestre e complessi beat, avvicinandosi alla fine degli anni sessanta al jazz: suonò quindi in alcune formazioni e, nel 1975, formò i Gialma 3, gruppo strumentale di rock progressivo, che prende il nome dalle iniziali dei nomi dei tre fondatori (oltre a Camarca, il bassista Aldo Sperti e il batterista brasiliano Mauricio Chiappeta); l'anno seguente pubblicarono l'album di debutto per la Drums, disco che venne in seguito stampato anche in Giappone.
Dopo quest'esperienza Camarca si avvicinò alla musica brasiliana e abbandonò i Gialma 3 per dedicarsi alla carriera solista: pubblicò nel 1978 per la Shirak Records, l'etichetta dell'ex batterista dei Circus 2000 Johnny Betti, un disco di musiche brasiliane.
Negli anni successivi continuò ad esibirsi come chitarrista jazz, suonando tra gli altri con Tullio De Piscopo, Franco Cerri e Chet Baker. Aprì nello stesso tempo un negozio di strumenti musicali a Torino.
Nel 1989 pubblicò un nuovo disco per la Drums, album che preludeva alla riformazione dei Gialma 3 nella formazione originale e ad un nuovo disco del gruppo, Isola del Tonal.
Negli anni novanta si esibì spesso in quartetto con suo figlio, il bassista Massimo Camarca, e con Giampaolo Petrini alla batteria e Fulvio Chiara alla tromba, o con altri musicisti jazz come la cantante Lucia Di Donato.
Negli anni '90 si esibì con molto successo al Ronnie Scott's di Londra suonando con il trombettista Dick Pearce e il pianista John Donaldson.
Realizzò nel 1993 l'album Transamazzonica con Furio Chirico, batterista degli Arti e Mestieri (e, in precedenza, dei The Trip e de I Ragazzi del Sole), presentato in tour in Inghilterra e negli Stati Uniti.
Nel 1998 pubblicò Double Image, album a cui collaborò al sax Alfredo Ponissi.
Camarca fu anche autore di alcuni manuali per chitarra rock e jazz; inoltre era l'organizzatore dell'International Vintage Guitar Show, fiera della chitarra da collezione.
È morto nel gennaio 2021 all'età di 79 anni per i postumi di un incidente stradale, a seguito del quale era stato sottoposto a numerosi interventi chirurgici.

## Discografia

### 33 giri
- 1978: Samba de amigo (Shirak Records, SGC 3303; con Trinidad)
- 1983: Been There Before (Shirak, JR 83029; con 'Philadelphia' Jerry Ricks)
- 1989: Honeysuckle rose (Drums, EDL 2242; con Bob Romanini)

### 33 giri con i Gialma 3
- 1976: Rain's dream (Drums, EDL 2010)
- 1990: Isola del Tonal (Drums, EDL 2248)

### CD
- 1993: Transamazzonica (Bluebird/Synergy Records; con Furio Chirico, a denominazione Chirico-camarca Project).
- 1998: Double Image (Jazz Mobile Records)